# St. Stefan am Krappfeld
St. Stefan am Krappfeld je naselje v Občini Mölbling v Okraju Šentvid ob Glini na Koroškem v Avstriji.